# Deutsche Ost-Afrika Linie
De Deutsche Ost-Afrika Linie (Duitse Oost-Afrkalijn), afgekort DOAL, is een Duitse rederij die in 1890 in Hamburg werd gesticht, en nog steeds bestaat, nu onder de naam Deutsche Afrika-Linien

## Geschiedenis

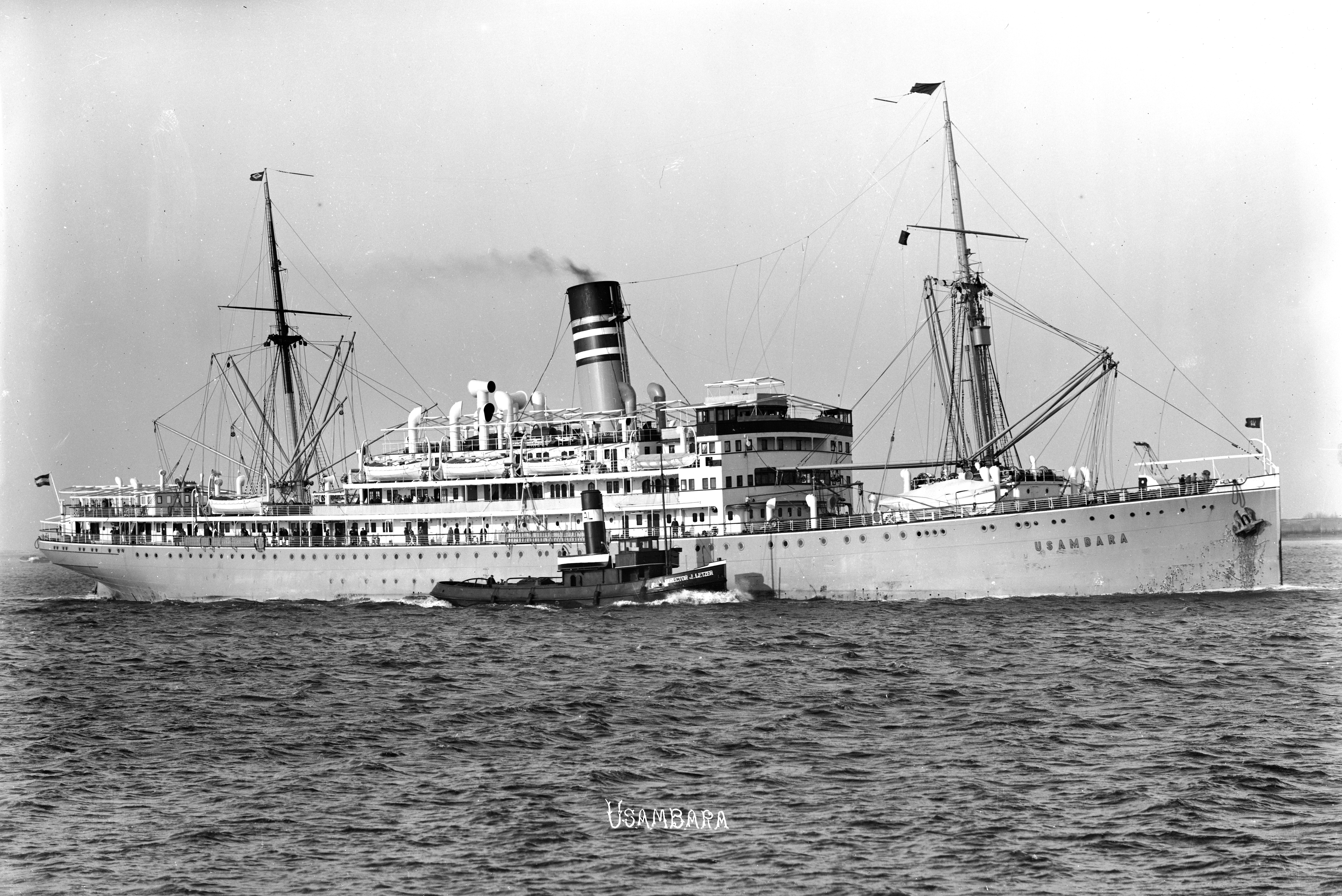
De Usambara, gebouwd in 1923

In 1888 liet de toenmalige rijksregering van Adolph Woermann een plan uitwerken voor de oprichting van een lijndienst naar Oost-Afrika, omdat de bestaande verbindingen door de Britten werden gedomineerd. In 1889 besliste de Rijksdag tot instelling van een dergelijke verbinding en in januari 1890 begon de rijkskanselier zijn zoektocht naar een rederij die gedurende tien jaar een, met 900.000 rijksmark per jaar gesubsidieerde, lijndienst met Oost-Afrika kon verzorgen. Een dergelijke rederij werd niet gevonden, waarop de overheid besloot om een nieuwe rederij met dat doel op te richten.
Met twee stoomschepen die van de Woermann-Linie werden overgekocht, startte de nieuwe rederij op 23 juli 1890 haar activiteiten.
Door twee schipbreuken en de inname van Zanzibar door de Britten, maakten de eerste 3 jaren zeer moeilijk.
Tegen 1894 werd het vaarplan uitgebreid naar Zuid-Afrika, en werd voor het eerst winst gemaakt.
In 1900 werd het contract met 15 jaar verlengd en het subsidiebedrag verhoogd tot 1,35 miljoen mark per jaar. In 1901 volgde nog een lening van 5 miljoen mark voor de bouw van nieuwe schepen. Er volgden weer enkele moeilijke jaren, omdat nieuwe concurrenten opdoken en de Britten hun diensten versterkten. Daarop ging de DOAL in op een aanbod van Albert Ballin om een samenwerkingsverband te sluiten met HAPAG. HAPAG en Woermann namen deel aan de exploitatie van de DOAL en stelden één, respectievelijk twee schepen ter beschikking voor de uitbreiding van de lijn naar West-Afrika om Zuid-Afrika heen.
De Woermann-Linie werd in de dienstregeling opgenomen en in 1908 trad ook de Hamburg-Bremer Afrika-Linie toe. Het hierdoor uitgebreidere aanbod bracht ook zakelijke verbetering.
In 1915 verviel het subsidieverdrag en het werd door de oorlogsomstandigheden niet verlengd.
In 1916 werden de Woermann-Linie en de DOAL samen verkocht aan een consortium van HAPAG, Norddeutscher Lloyd (NDL) en Hugo Stinnes. Ingevolge het verdrag van Versailles verloor het consortium al zijn schepen. HAPAG en NDL namen het deel van Stinnes over. In 1927 werd het Duits-Afrikaans dienstverdrag met nog eens 20 jaar verlengd, waardoor er de daaropvolgende jaren een grotere zekerheid voor de exploitatie was. Eén jaar na de machtsovername door de NSDAP werd een nieuwe regeling voor de Duitse scheepvaart van kracht, die grote scheepsconcerns opdeelde. NDL en HAPAG moesten hun aandelen in DOAL en Woermann aan het Duitse Rijk afstaan, dat ze vervolgens in 1941 toewees aan een sigarettenfabrikant, die ze zelf dan weer verkocht aan reder John T. Essberger die de DOAL, na de Tweede Wereldoorlog, onder de naam Deutsche Afrika-Linien voortzette, maar de Woermann-linie stopzette.